# Flowers (альбом The Rolling Stones)
Flowers — музичний альбом гурту The Rolling Stones. Виданий 15 липня — березень 1967 року лейблом London. Загальна тривалість композицій становить 37:20. Альбом відносять до напрямку рок, психоделічний рок.

## Список пісень
1. «Ruby Tuesday[en]» — 3:17
2. «Have You Seen Your Mother, Baby, Standing in the Shadow?[en]» — 2:34
3. «Let's Spend the Night Together[en]» — 3:36
4. «Lady Jane[en]» — 3:08
5. «Out of Time[en]» — 3:41
6. «My Girl[en]» (Smokey Robinson/Ronald White) — 2:38
7. «Back Street Girl[en]» — 3:26
8. «Please Go Home» — 3:17
9. «Mother's Little Helper[en]» — 2:46
10. «Take It or Leave It» — 2:46
11. «Ride On, Baby[en]» — 2:52
12. «Sittin' on a Fence[en]» — 3:03

## Хіт-паради

### Альбоми
| Рік  | Хіт-парад            | Позиція |
| ---- | -------------------- | ------- |
| 1967 | Billboard Pop Albums | 3       |
| 1968 | Billboard Pop Albums | 112     |